# Virginia Slims of Indianapolis 1973
Il Virginia Slims of Indianapolis 1973 è stato un torneo di tennis giocato sul sintetico indoor. È stata la 2ª edizione del torneo, che fa parte del Virginia Slims Circuit 1973. Si è giocato ad Indianapolis negli USA dal 19 al 25 febbraio 1973.

## Campionesse

### Singolare
Billie Jean King ha battuto in finale  Rosemary Casals con il punteggio di 5–7, 6–2, 6–4

### Doppio
Rosemary Casals /  Billie Jean King hanno battuto in finale  Margaret Court /  Lesley Hunt con il punteggio di 7–5, 6–4